# Shevlin, Minnesota
Shevlin là một thành phố thuộc quận Clearwater, tiểu bang Minnesota, Hoa Kỳ. Năm 2010, dân số của thành phố này là 176 người.

## Dân số
- Dân số năm 2000: 160 người.
- Dân số năm 2010: 176 người.